# Antonow An-71
Die Antonow An-71 (NATO-Codename: Madcap) ist der Prototyp eines sowjetischen Frühwarn-Flugzeugs. Die Maschine ist eine Variante der Antonow An-72 und entspricht dieser auch in der Auslegung.
Wesentliche Unterschiede sind die geänderte, mit einer negativen Pfeilung versehenen Seitenleitwerksflosse, die das Frühwarnradar trägt, stärkere Haupttriebwerke und ein drittes Kolessow/Saturn RD-36A-Triebwerk im hinteren Rumpfabschnitt.

## Geschichte
Die Arbeiten begannen im Frühjahr 1983 unter der Leitung von Pjotr Balabujew. Für die ersten beiden Testmodelle wurden die beiden Prototypen der An-72 umgebaut. Erste Rolltests erfolgten am 5. Juli 1985, sieben Tage später, am 12. Juli, startete Alexander Tkatschenko 1985 um 14:30 Uhr mit dem ersten Prototyp mit dem Luftfahrzeugkennzeichen SSSR-780151 zum Erstflug. Die zweite Maschine (Kennzeichen SSSR-780361) startete erstmals am 28. Februar 1986. Es wurden insgesamt nur drei Prototypen hergestellt, der vierte wurde nicht im vorgegebenen Zeitraum fertiggestellt. Teile der vierten Maschine wurden zur Reparatur des ersten Prototyps verwendet, der bei einer Bruchlandung beschädigt wurde. Die ersten beiden Prototypen dienten generell zur Flugerprobung, der dritte wurde für statische Tests in den Flugzeugwerken Charkow verwendet. Das Programm wurde 1990 nach insgesamt 749 Flügen zugunsten der Jakowlew Jak-44 eingestellt.
Mit der An-71 kam das auf dem Seitenleitwerk montierte Radar vom Typ „Kwant“ zur Anwendung. Dies war ein kohärentes Pulsradar und arbeitete im UHF-Band. Die Sendeantenne rotierte mit 10 Umdrehungen pro Minute und erreichte damit eine Rundumabdeckung von 360°. Ein Luftziel mit einem Radarquerschnitt vom 2 m² konnte auf eine Distanz von bis zu 200 km erfassen werden. Die Installierte Radarreichweite betrug 350–370 km. Das Radar konnte gleichzeitig 120 Ziele detektieren und verfolgen.
Der erste Prototyp steht auf dem Gelände des Herstellers auf dem Kiewer Flugplatz Swjatoschyn (UKKT), (50° 28′ 23,7″ N, 30° 23′ 5,9″ O)

## Technische Daten

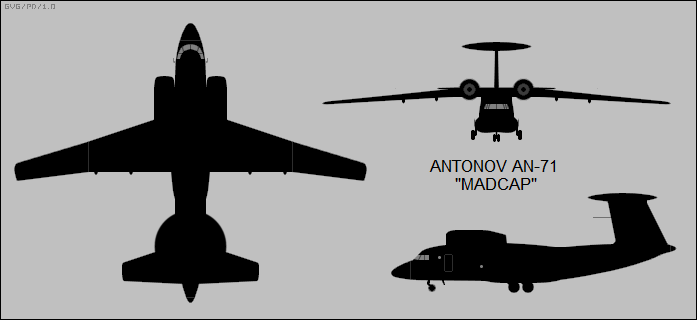
Dreiseitenriss

| Kenngröße             | Daten                                           |
| --------------------- | ----------------------------------------------- |
| Besatzung             | 6                                               |
| Länge                 | 23,50 m                                         |
| Spannweite            | 31,89 m                                         |
| Höhe                  | 9,20 m                                          |
| Höchstgeschwindigkeit | 650 km/h                                        |
| Reisegeschwindigkeit  | 530 km/h                                        |
| Dienstgipfelhöhe      | 10.800 m                                        |
| Antrieb               | zwei Progress D-436, ein Kolessow/Saturn RD-36А |
| Schub                 | 2 × 7500 kN + 1 × 2900 kN                       |